# Miranda Seymour
Miranda Jane Seymour (* 8. August 1948) ist eine britische Literaturwissenschaftlerin, Autorin und Biografin. Sie hat eine Reihe von Biografien über Frauenfiguren geschrieben, darunter über die britische Autorin Mary Shelley und die französische Rennfahrerin Hellé Nice.

## Leben
Im Alter von zwei Jahren zogen ihre Eltern nach Thrumpton Hall, dem Familiensitz in Nottinghamshire. Thrumpton Hall ist ein jakobinisches Haus am Südufer des River Trent im Dorf Thrumpton. Miranda Seymour wurde dort von ihrem Vater George Fitzroy Seymour erzogen, der eine besondere Vorliebe für Motorräder und Oldtimer hatte. Diese Vorliebe spiegelt sich auch in ihrer Biografie über die französische Rennfahrerin Hellé Nice, die den englischen Titel The Bugatti Queen: In Search of a Motor-Racing Legend trägt.  
Miranda Seymour ist Autorin mehrerer Kinderbücher, Romane und einer Reihe von Biografien, die von der Kritik wohlwollend aufgenommen wurde. Sie hat außerdem für eine Reihe angesehener Zeitschriften und Magazine geschrieben. Zu diesen zählen die The New York Times, The Los Angeles Times, The London Review of Books, The Guardian, The Sunday Times, The Times Literary Supplement, und The Economist. Sie ist Mitglied der Royal Society of Literature und unterrichtet seit einigen Jahren auch an der Nottingham Trent University. Miranda Seymour ist außerdem Mitglied der Royal Society of Arts.  
1972 heiratete sie den Romanautor und Geschichtswissenschaftler Andrew Sinclair, mit dem sie einen Sohn hatte. Die Ehe wurde 1984 geschieden. Ihr zweiter Ehemann war Anthony Gottlieb, damals Chefredakteur des The Economist und Verfasser über eine Geschichte der westlichen Philosophie. Die Ehe endete 2003. Sie ist in dritter Ehe seit 2006 mit dem Bostoner Ted Lynch verheiratet. Miranda Seymour lebt heute in London und in Thrumpton Hall. Thrumpton Hall ist Thema ihres 2007 erschienenen Buches In My Father's House: Elegy for an Obsessive Love, für das sie 2008 mit dem Pen Ackerley Prize ausgezeichnet wurde. Aktuell arbeitet sie an einer Biografie über Virginia Cherrill, einem Filmstar der 1930er Jahre.

## Werk (Auswahl)
- In My Father's House  (2007)
- The Bugatti Queen: In Search of a Motor-Racing Legend (2004)
- Brief History of Thyme (2002)
- Mary Shelley (2001)
- The Summer of '39 (1998)
- Robert Graves: Life on the Edge (1995)
- Ottoline Morrell: Life on the Grand Scale (1993)
- The Reluctant Devil (1994)
- A Ring of Conspirators: Henry James and his literary circle, 1895-1915 (1988)
- Carrying On: a novel (1984)
- Madonna of the Island: Stories from Corfu (1980)